# Erik Hagen
Erik « Panzer » Hagen, né le 20 juillet 1975 à Veme, est un joueur international norvégien de football, évoluant au poste de défenseur central.

## Parcours
- 1995 :   Jevnaker
- jan. 1996-déc. 1997 :  Liv/Fossekallen
- jan. 1998-déc. 1999 :  Strømsgodset IF
- jan. 2000-déc. 2004 :  Vålerenga
- jan. 2005-2008 :  Zénith Saint-Pétersbourg
  - jan. 2008-2008 :  Wigan Athletic (prêt)
- 2008-jan. 2010 :  Vålerenga
- jan. 2010-2011 :  Hønefoss
- 2011-déc. 2012 :  Jevnaker

## Palmarès
Personnel
- Kniksen Award de l'année 2004